# Tom Van Dyck
Tom Van Dyck (Herentals, 20 giugno 1972) è un attore, conduttore televisivo e regista belga.
Ha recitato in diverse serie televisive belghe, tra cui In de Gloria, Het eiland e Matroesjka's. 

## Notorietà
Nell'estate del 2006 venne caricata su YouTube una versione accorciata di uno sketch andato in onda durante lo show In De Gloria, riscuotendo molta popolarità nel giro di poche settimane. 
Il filmato vedeva il presentatore Erik Hartman, interpretato appunto da Van Dyck, condurre un talk-show intitolato Boemerang; durante un'intervista ad una donna paralizzata (An Miller) e ad un uomo con le corde vocali danneggiate (Lucas Van den Eynde), Hartman scoppiava in una serie di risate incontrollabili, dovute al modo di parlare del secondo ospite.  Tutto ciò causò una dura reazione verbale da parte dei due ospiti (specialmente il diretto interessato) e del pubblico presente in studio. In realtà la versione completa dello sketch assumeva un taglio decisamente più documentaristico e meno comico: veniva infatti raccontata la storia del licenziamento di Hartman e della sua troupe dall'emittente televisiva su cui Boemerang veniva trasmesso, alternando scene del programma a brevi interviste rivolte al presentatore.
Nel settembre del 2006 lo sketch venne citato durante il Tonight Show di Jay Leno e sul canale greco Star Channel, senza che venisse però menzionata la finzione dello stesso. A tal proposito, ad oggi sono ancora in molti a credere che quanto avvenuto fosse reale ed il filmato continua a scatenare polemiche sul web.

## Vita privata
Attualmente Tom Van Dyck vive in Belgio, nella città di Anversa, dove ha un suo commercio personale nella preparazione e spedizione di pacchetti teatrali, televisivi e radiofonici.  
È sposato con l'attrice olandese Alice Reys, da cui ha avuto due figli.  